# Crédencier
Crédencier est un vieux métier.
Le crédencier, chargé de la crédence, meuble ou partie de buffet, où l'on place la vaisselle et les plats, est un domestique plus généralement chargé de gérer les provisions.

## Étymologie
De l'italien credenza.

## À voir aussi
- Liste des anciens métiers

## À lire
Paul Reymond, Dictionnaire des vieux métiers. 1 200 métiers disparus ou oubliés, Éditions Brocéliandre, 1994  (ISBN 978-2950879806).